# Константинос Папаригопулос
Константинос Папаригопулос (на гръцки: Κωνσταντίνος Παπαρρηγόπουλος) е гръцки историк и журналист от 19 век, възприеман за „баща“ на съвременната гръцка историография и донякъде и на гръцкия национализъм.
Преподавател по история в Атинския университет. Въвел в историографията теорията за континуитета между Древна Гърция и Съвременна Гърция (от 1832 г.), посредством припознаването на Византия като една своеобразна средновековна гръцка държава - с цел обосноваване на националния идентитет (от превземането на Константинопол от франките и налагането на франкократията).  В този смисъл възгледите и светогледа му влизат в колизия и са диаметрално противоположни на водещия новогръцки светски просветител - Адамандиос Кораис. 

## Биография
Баща му Димитрий Папаригопулос е глава на гръцката цариградска община и е банкер. Фанариотското семейство е с родови корени от село Витина, Аркадия. Майка му е Тарсия Никокли.
С началото на гръцката революция, дядо му, баща му, брат му и зет му са убити, а имуществото на богатата фамилия - конфискувано. Майка му забягва в Одеса, където Константинос завършва Ришельовския лицей като стипандиант на руския император Александър I. През 1830 г. семейството му се преселва в Навплио на територията на новото кралство Гърция.
През 1841 г. Папарригопулос се жени за Мария Афтониди, дъщеря на Георги Афтонидис, сановник на Вселенската патриаршия и един от четиримата ефори на Филики Етерия в Константинопол , от която има три деца – двама сина и дъщеря. .

## Професионална дейност и съчинения
През 1843 г. (на въстание от 3 септември 1843 година) Папаригопулос дебютира на историографското и научно поприще с дисертацията «Περὶ τῆς ἐποικήσεως σλαβικῶν τινῶν φυλῶν εἰς τὴν Πελοπόννησον» (За преселението на славянските племена в Пелопонес), с която подлага на критика теорията на Якоб Фалмерайер.
През 1849 г. той издава едно методическо „Ръководство за световната история“ предназначено за обучение в държавните новогръцки училища. 
През 1853 г. излиза първия му сбит вариант на „История на гръцката нация от древните до новите времена“, която е преведена на френски и издадена във Франция през 1858 г. През 1860 г. излиза втората версия на същия му капитален труд озаглавен „История на гръцката нация“.  Това му произведение, като своеобразен магнум опус, е разделено на 3 части в 15 книги, издаването на които завършва през 1876 г. Тази история с различни корекции и редакции по осъвременяването ѝ продължава да се публикува в Гърция до 21 век. 
Най-видният ученик (и историк) на Папаригопулос е бъдещия министър-председател на Гърция Спиридон Ламброс, който открива два от трите известни преписа на Монемвасийската хроника.

## Критики
Концепцията на Папаригопулос за гръцката византийска приемственост между античност и ново време е подлагана непрекъснато на съмнения и сериозни критики най-вече от специалистите по византология, сред които Георгий Острогорски. Много гръцки историци също я подлагат на унищожителна критика.
Папаригопулос има слабост към иконоборството и Плитон, подлагайки на унищожителна критика исихазма.
Умира в Атина на 14 април 1891 г.